# Elza Correia
Elza Pereira Correia Muller (Londrina, 30 de outubro de 1947) é uma professora  e política brasileira.

## Biografia
É filha de Manoel Jacinto Correia e Ana Pereira Correia. Militante política desde muito cedo, primeiramente no movimento estudantil da cidade, depois movimento cultural, como atriz e diretora de teatro, movimentos em defesa do meio ambiente e dos direitos humanos. Fundadora de organismos em defesa dos direitos de mulheres em situação de violência.
Exerceu inúmeras funções como trabalhadora em Londrina, uma vez que teve seu primeiro emprego entre treze e quatorze anos de idade. Já era responsável pela ajuda no sustento da família, uma vez que seu pai passou a maior parte de sua vida preso - dezessete vezes - foragido ou em atividades clandestinas, por militar no PCB.
Formou-se em História na Universidade Estadual de Londrina, em 1979, tendo sido docente daquela instituição por alguns anos.
Participou ativamente, em Londrina, na fundação do Movimento Democrático Brasileiro (MDB). Ainda na militância partidária, fundou a Frente Democrática da Mulher Londrinense, com o intuito de trazer as mulheres para a luta contra o regime militar.
No ano de 1993, foi convidada para participar do governo municipal em Londrina, na gestão do prefeito Luiz Eduardo Cheida, com a tarefa de implantar a Coordenadoria Especial da Mulher - primeira instituição pública do país visando o combate a violência contra a mulher, o que lhe rendeu, em 1994, um prêmio do IBAM- Instituto Brasileiro de Administração Municipal, patrocinado pela Fundação Ford. O prêmio possibilitou a ampliação das políticas públicas para mulheres na cidade de Londrina.
Criou o primeiro Centro de Atendimento a mulher em Situação de Violência e várias outras intervenções. Por sua atuação e visibilidade em defesa dos Direitos da Mulher, foi convidada para participar do Conselho Nacional dos Direitos da Mulher e integrar a Comissão Brasileira que participou da IV Conferência de Mulheres na China.
A partir daí enveredou pelos caminhos da política partidária, tendo sido eleita vereadora em 1996 e em 2000. Neste último pleito, se reelegeu com a maior votação da história de Londrina, 8.996 votos - um reflexo de sua atuação como parlamentar na gestão anterior, quando entregou ao Ministério Público, para que investigasse, denúncias de desvio de dinheiro público na gestão de Antonio Casemiro Belinati - o que acabou provocando grande mobilização na cidade e a cassação do prefeito.
Em 2002 foi eleita Deputada Estadual no Paraná. Nessa época, também presidiu o Conselho Estadual da Mulher, tendo a oportunidade de criar, em Curitiba, o Centro de Atendimento à Mulher em Situação de Violência, como já havia feito em Londrina. Concorreu novamente para o cargo de deputada, não se elegendo em 2006.
Em 2007, a convite do então Governador do Paraná, Roberto Requião, assumiu a Secretaria de Estado de Assuntos da Região Metropolitana de Londrina (COMEL), onde desenvolveu várias ações no sentido de integrar as cidades da região metropolitana.
Em 2012 foi novamente eleita vereadora, com 3.545 votos. 
Em 2016, anunciou a recusa em tentar a reeleição, por não concordar com a aliança feita pelo seu partido (PMDB) com o Partido Progressista (PP), herdeiro da Arena - Aliança Renovadora Nacional. No dia 15 de dezembro de 2016 a vereadora anunciou sua desfiliação do PMDB após mais de 30 anos de filiação.
Em março de 2017 ingressou no Partido Popular Socialista (PPS), como pré-candidata a uma vaga na Assembleia Legislativa do estado. 
Em 2018, foi candidata a deputada estadual, sendo a quinta mais votada da cidade de Londrina, onde conquistou mais de 10 mil votos.